# Aker BP

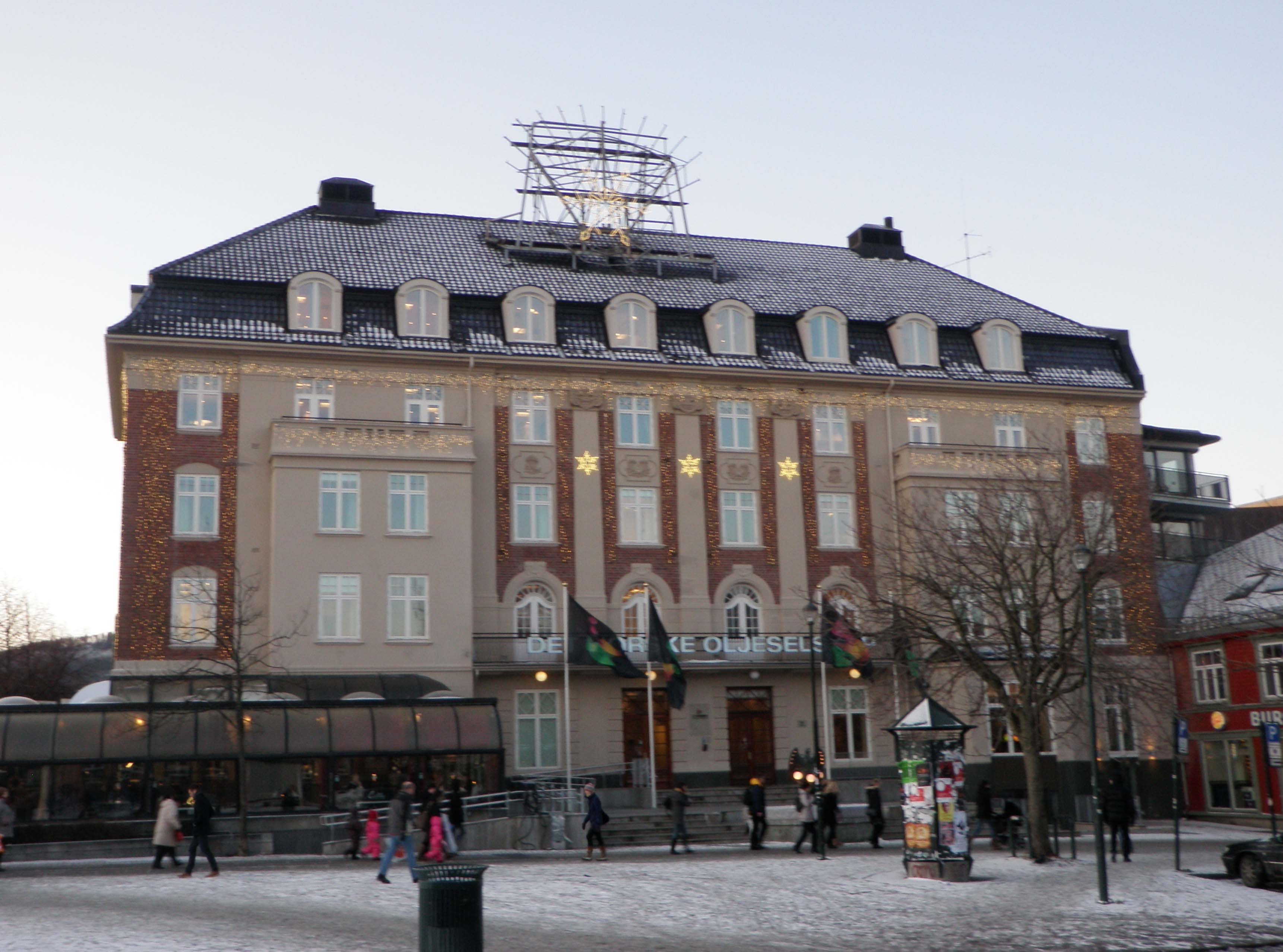
Verwaltungsgebäude in Trondheim

Aker BP ist ein norwegisches Unternehmen der Öl- und Gasindustrie. Neben seinem Hauptsitz in Lysaker besitzt das Unternehmen weitere Niederlassungen in Trondheim, Stavanger, Oslo und Harstad. Unternehmensgegenstand ist die Exploration und Förderung von Öl und Gas auf dem Gebiet des Norwegischen Kontinentalschelfs. Hauptanteilseigner sind Aker ASA (40 %) und BP (30 %), die restlichen Anteile befinden sich in Streubesitz. Die Aktien des Unternehmens werden an der Osloer Börse gehandelt. Aker BP ist Teil des OBX Index.

## Geschichte
Im Jahr 2001 gründete der Explorations-Dienstleister Petroleum Geo-Services (PGS) die Tochtergesellschaft Pertra. Am 1. Januar 2005 ging Pertra nach einer Veräußerung durch PGS in den Besitz der kanadischen Talisman Energy Inc. über. Durch ein partielles Management-Buy-out operierten Teile des Unternehmens auch nach der Übernahme weiter unter dem Namen Pertra. Dieser unabhängige Unternehmensteil ging 2006 an die Börse. Im Oktober 2007 wurde eine Fusion zwischen Pertra und dem norwegischen Teil von DNO vereinbart. Das fusionierte Unternehmen firmierte fortan als Det norske. Durch diese Fusion wurde DNO zu einem neuen Hauptaktionär, diese Beteiligung wurde jedoch im Jahr 2009 auf 25 % reduziert, indem Anteile an Aker ASA verkauft wurden. Die Beteiligungsgesellschaft Aker trieb in der Folgezeit eine Fusion zwischen Det norske und seiner eigenen Explorationssparte Aker Exploration, welche im Dezember 2009 vollendet wurde. Seit 2014 war die norwegische Tochter des US-Ölkonzerns Marathon Oil Teil von Det norske. Eine Fusion zwischen Det norske und BP Norge AS, einer Tochter des British Petroleum-Konzerns, schuf 2016 Aker BP.
Am 21. Dezember 2021 wurde bekannt gegeben, dass Aker BP die schwedische Lundin Energy übernehmen will. Das Öl- und Gasgeschäft von Lundin Energy wurde schließlich im kommenden Jahr von Aker BP für rund 12 Mrd. Euro vollständig übernommen und in mehreren Phasen mit dem Geschäft von Aker BP fusioniert. Im Rahmen der Transaktion und nach der Abspaltung des Öl- und Gasgeschäftes zur Fusion mit Aker wurde Orrön Energy mit den erneuerbaren Energieanlagen und -aktivitäten von Lundin Energy ausgegründet. 